# مطبخ صقلي

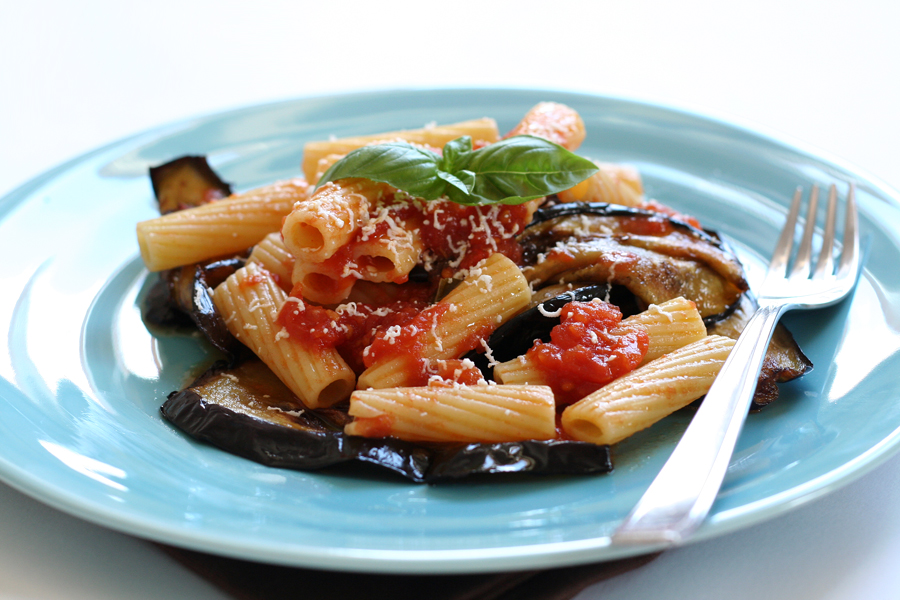

تظهر في المطبخ الصقلي ملامح من جميع الثقافات التي مرت في الجزيرة على مدى الألفي عام الماضية. على الرغم من أن المطبخ الصقلي ذو قاعدة إيطالية، إلا أن تأثيرات المطبخ الإسباني واليوناني والعربي ظاهرة.